# أنغوتا (أسطورة)
أنغوتا (بالإنجليزية: Anguta)‏ في أساطير الإسكيمو أنغوتا، المعروف بـ «والده» (أي والد الميت)، مسؤول عن نقل الميت إلى أدلايفون حيث يجب أن يظل نائماً لسنة كاملة. وهو الكائن الأعلى عند الإنويت.